# Campionato mondiale femminile di pallamano 1965
Il campionato mondiale femminile di pallamano 1965 è stato la terza edizione del massimo torneo di pallamano per squadre nazionali femminili, organizzato dalla International Handball Federation (IHF). Il torneo si è disputato dal 7 al 13 novembre 1965 in Germania Ovest, negli impianti di Dortmund, Berlino Ovest, Hannover, Bochum, Offenburg e Friburgo in Brisgovia. Vi hanno preso parte otto rappresentative nazionali. Il torneo è stato vinto dall'Ungheria, che in finale ha superato la Jugoslavia.

## Formato
Le otto nazionali partecipanti sono state suddivise in due gironi da quattro squadre ciascuno. Le prime classificate di ciascun girone accedono alla finale per la conquista del titolo; le seconde classificate si affrontano per il terzo posto, le terze classificate si affrontano per il quinto posto e le quarte classificate si affrontano per il settimo posto.

## Nazionali partecipanti
| Modalità                      | Posti | Qualificate                                          |
| ----------------------------- | ----- | ---------------------------------------------------- |
| Nazionale del Paese ospitante | 1     | Germania Ovest                                       |
| Campionato mondiale 1962      | 1     | Romania                                              |
| Torneo di qualificazione      | 5     | Danimarca Cecoslovacchia Jugoslavia Polonia Ungheria |
| Asia                          | 1     | Giappone                                             |
| Africa                        | 0     | -                                                    |
| America                       | 0     | -                                                    |

## Turno preliminare

### Girone A

#### Classifica
| Pos. | Squadra        | Pt | G | V | N | P | GF | GS | DR  |
| ---- | -------------- | -- | - | - | - | - | -- | -- | --- |
| 1.   | Jugoslavia     | 6  | 3 | 3 | 0 | 0 | 28 | 15 | +13 |
| 2.   | Germania Ovest | 4  | 3 | 2 | 0 | 1 | 26 | 20 | +6  |
| 3.   | Danimarca      | 2  | 3 | 1 | 0 | 2 | 21 | 27 | -6  |
| 4.   | Giappone       | 0  | 3 | 0 | 0 | 3 | 21 | 34 | -13 |

#### Risultati
| Berlino Ovest 7 novembre 1965 | Jugoslavia | 11 – 6 (7-4) | Danimarca |  |

| Berlino Ovest 7 novembre 1965 | Germania Ovest | 15 – 7 (8-1) | Giappone |  |

| Hannover 9 novembre 1965 | Jugoslavia | 8 – 4 (3-2) | Germania Ovest |  |

| Hannover 9 novembre 1965 | Danimarca | 10 – 9 (5-4) | Giappone |  |

| Bochum 11 novembre 1965 | Jugoslavia | 9 – 5 (5-3) | Giappone |  |

| Bochum 11 novembre 1965 | Germania Ovest | 7 – 5 (2-2) | Danimarca |  |

### Girone B

#### Classifica
| Pos. | Squadra        | Pt | G | V | N | P | GF | GS | DR  |
| ---- | -------------- | -- | - | - | - | - | -- | -- | --- |
| 1.   | Ungheria       | 6  | 3 | 3 | 0 | 0 | 31 | 15 | +16 |
| 2.   | Cecoslovacchia | 3  | 3 | 1 | 1 | 1 | 27 | 22 | +5  |
| 3.   | Romania        | 2  | 3 | 0 | 2 | 1 | 18 | 21 | -3  |
| 4.   | Polonia        | 1  | 3 | 0 | 1 | 2 | 16 | 34 | -18 |

#### Risultati
| Offenburg 7 novembre 1965 | Romania | 4 – 4 (4-3) | Polonia |  |

| Offenburg 7 novembre 1965 | Ungheria | 7 – 4 (3-0) | Cecoslovacchia |  |

| Friburgo in Brisgovia 9 novembre 1965 | Ungheria | 9 – 6 (3-4) | Romania |  |

| Friburgo in Brisgovia 9 novembre 1965 | Cecoslovacchia | 15 – 7 (10-1) | Polonia |  |

| 11 novembre 1965 | Ungheria | 15 – 5 | Polonia |  |

| 11 novembre 1965 | Cecoslovacchia | 8 – 8 (4-6) | Romania |  |

## Fase finale

### Finale 7º posto
| Dortmund 13 novembre 1965 | Giappone | 6 – 5 (4-1) | Polonia |  |

### Finale 5º posto
| Dortmund 13 novembre 1965 | Danimarca | 10 – 9 (6-4) | Romania |  |

### Finale 3º posto
| Dortmund 13 novembre 1965 | Germania Ovest | 11 – 10 (7-7) | Cecoslovacchia |  |

### Finale
| Dortmund 13 novembre 1965 | Ungheria | 5 – 3 (3-2) | Jugoslavia |  |

## Classifica finale

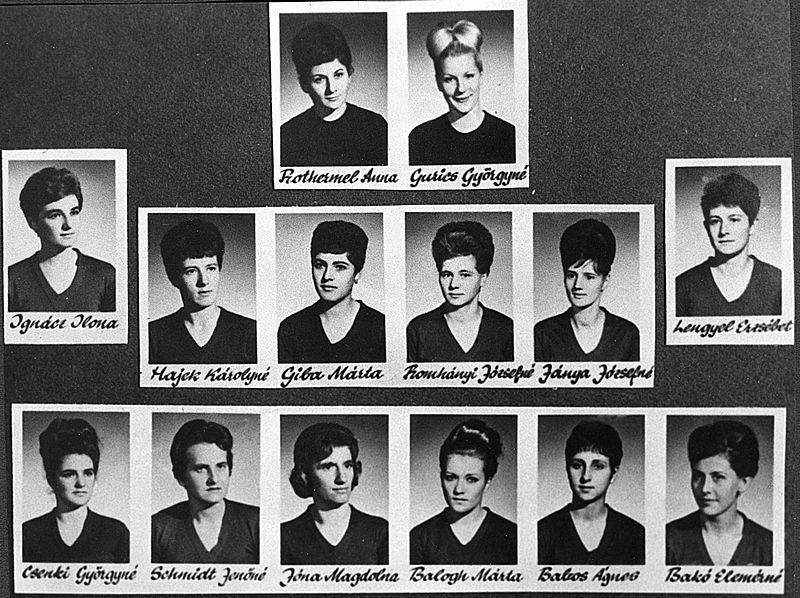
Squadra nazionale dell'Ungheria vincitrice del campionato mondiale.

| Pos.    | Nazione        |
| ------- | -------------- |
| Oro     | Ungheria       |
| Argento | Jugoslavia     |
| Bronzo  | Cecoslovacchia |
| 4       | Germania Ovest |
| 5       | Danimarca      |
| 6       | Romania        |
| 7       | Giappone       |
| 8       | Polonia        |